# Pożar supermarketu Ycuá Bolaños
Pożar supermarketu Ycuá Bolaños – tragiczne wydarzenie, które miało miejsce 1 sierpnia 2004 w Asunción, stolicy Paragwaju. Po wybuchu pożaru wyjścia do sklepu zostały zamknięte, aby uniemożliwić ludziom kradzież towarów. W budynku brakowało również odpowiednich systemów przeciwpożarowych. Zginęło 327 osób, a ponad 500 zostało rannych. Prezes spółki zarządzającej supermarketem, a także niektórzy pracownicy zostali później skazani na kary więzienia za swoje działania podczas pożaru.

## Tło
Supermarket Ycuá Bolaños V, znajdował się w stolicy Paragwaju, został otwarty 7 grudnia 2001 roku. Dwupiętrowy budynek składał się z garażu podziemnego na niższym piętrze oraz z części handlowej i strefy gastronomicznej na drugim piętrze. Na dwóch oddzielnych antresolach znajdowały się biura administracyjne oraz przedłużenie strefy gastronomicznej.
Zdaniem obrońcy właściciela budynku, piekarnia i kuchnia gastronomiczna nie były odpowiednio wentylowane, co spowodowało gromadzenie się dymu i gazów w budynku. W konstrukcji brakowało również tryskaczy, a detektory dymu nie działały.

## Pożar
1 sierpnia 2004 roku o 11:20 na pierwszym piętrze nastąpiły dwie eksplozje, które doprowadziły do wybuchu pożaru. Źródłem pożaru miał być grill znajdujący się w części gastronomicznej. Uważa się, że przyczyną szybkiego rozprzestrzenienia się płomieni był wadliwy komin grilla, z którego wyciekły gorące, łatwopalne gazy do sufitu, który również się zapalił. Spanikowani klienci tłumnie ruszyli do wyjść z budynku, jednak te zostały celowo zamknięte na życzenie właścicieli supermarketu, aby uniemożliwić ludziom ucieczkę z towarem bez płacenia za niego. Ochroniarz obiektu oddał nawet strzały ostrzegawcze z rewolweru, które miały zniechęcić ludzi do opuszczenia budynku. Spanikowani ludzie biegali po całym budynku w poszukiwaniu innego wyjścia i często ginęli osaczeni przez płomienie lub na skutek uduszenia dymem. 
Przybyli na miejsce strażacy wybili dziurę w przeszklonej ścianie, umożliwiając opuszczenie supermarketu przez dziesiątki ludzi. Poszkodowanych było tak wiele, że transportowano ich do szpitali wozami strażackimi, radiowozami i prywatnymi samochodami. Ogień płonął przez siedem godzin, zanim strażakom udało się go ugasić. Ostateczna liczba ofiar śmiertelnych wyniosła 327 osób, a ponad 450 zostało rannych. W akcji ratunkowej wzięło udział ponad 1000 strażaków, policjanci oraz wojsko. 

## Następstwa
5 grudnia 2006 roku, właściciele budynku - Juan Pío Paiva, Víctor Daniel Paiva i ochroniarz zostali skazani za nieumyślne spowodowane śmierci z maksymalną karą pięciu lat więzienia. W trakcie procesu zaprzeczali oskarżeniom. Prokuratura domagała się jednak 25 lat więzienia. Podczas odczytywania wyroku wściekli ocaleni wraz z rodzinami ofiar rozpoczęli gwałtowną demonstrację w sali sądowej, która później przeniosła się na ulice Asunción. Prokuratura zażądała ponownego rozpatrzenia sprawy.
2 lutego 2008 roku nowy sąd orzekł, że trójka popełniła nieumyślne zabójstwo. Juan Pío Paiva, prezes firmy, otrzymał wyrok 12 lat więzienia. Jego syn Víctor Daniel Paiva, obecny na początku pożaru, został skazany na 10 lat więzienia. Ochroniarz Daniel Areco, który zamknął drzwi, został skazany na 5 lat więzienia. Dodatkowo akcjonariusz Humberto Casaccia, również obecny na początku pożaru, został skazany na dwa i pół roku więzienia za narażanie ludzi w miejscu pracy. Architekt Bernardo Ismachowiez, który zaprojektował i zbudował kompleks, spędził dwa lata w areszcie domowym za „niebezpieczne działania na budowie”. Víctor Daniel, jak i Juan Pío zostali zwolnieni na okres próbny odpowiednio w 2013 i 2014 roku, po tym jak Sąd Apelacyjny zdecydował, że resztę kary mają spędzić na wolności za dobre sprawowanie.